# تایسون کارتر
تایسون کارتر (انگلیسی: Tyson Carter؛ زادهٔ ۱۴ ژانویهٔ ۱۹۹۸) بازیکن بسکتبال اهل ایالات متحده آمریکا است.